# Alfred Cogniaux

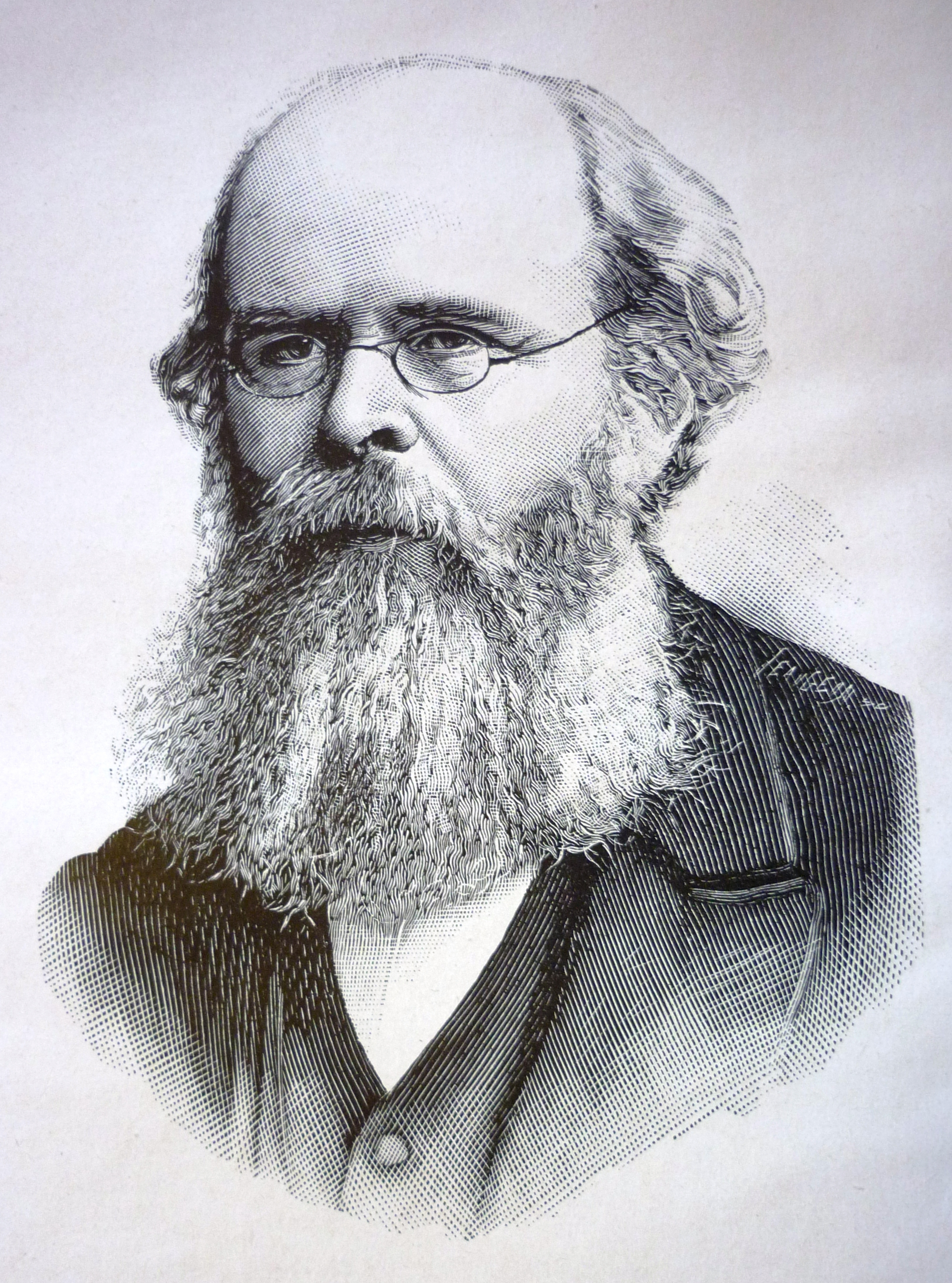
(Célestin) Alfred Cogniaux

(Célestin) Alfred Cogniaux (* 7. April 1841 in Robechies, Belgien; † 15. April 1916 in Genappe)  war ein belgischer Botaniker. Sein offizielles botanisches Autorenkürzel lautet „Cogn.“

## Leben und Wirken
Er war Dozent und Kurator am Botanischen Garten in Brüssel von 1872–1880. Später (1880–1901) war er Professor der Naturgeschichte u. a. in Verviers; er war auch Vizekonsul für Brasilien. Sein Hauptforschungsgebiet waren Orchideen, Kürbisgewächse und Schwarzmundgewächse. 1916 kam sein umfangreiches Herbarium in den Besitz des nationalen belgischen botanischen Gartens (Nationale Plantentuin van België – Jardin botanique national de Belgique).

## Ehrentaxon
Henri Ernest Baillon benannte ihm zu Ehren die Kürbisgewächsgattung Cogniauxia und Rudolf Schlechter benannte die Orchideengattung Neocogniauxia nach ihm. Carl Ernst Otto Kuntze benannte die Pilzgattung der Rindenkugelpilze Biscogniauxia nach ihm. Auch die Art Gurania cogniauxiana aus der Familie der Kürbisgewächse ist nach ihm benannt.

## Publikationen
- De Saldanha da Gama, J., Cogniaux, A. Bouquet de Mélastomacées brésiliennes dédiées a Sa Majesté Dom Pedro II empereur du Brésil. A. Remacle, 1887 Verviers. Botanicus
- Cogniaux, A., Melastomaceae. G. Masson, Paris 1891
- Cogniaux, Alfredus, Orchidaceae. Vol. III, part IV, V and VI of Flora Brasiliensis. Lipsiae (= Leipzig), Frid. Fleischer, 1893–1906
- Linden, L., Cogniaux, A. & Grignan, G., Les orchidées exotiques et leur culture en Europe. (1019 pages) Bruxelles; Paris. chez l'auteur. Octave Doin, 1894.
- Cogniaux, A., Goossens, A.: Dictionnaire Iconographique des Orchidees; 2 vol. (826 pl., 315 p.), 1896–1907. Perthes en Gâtinais (France), Institut des Jardins. 1990, ISBN 2-908041-01-4
- Cogniaux, A., Harms, H. Cucurbitaceae-Cucurbiteae-Cucumerinae (2 vols.) W. Engelmann, Leipzig, 1924.